# June Diane Raphael
June Diane Raphael, född 4 januari 1980 i Rockville Centre, Long Island, New York, är en amerikansk skådespelare.
Raphael har bland annat medverkat i TV-serien Grace and Frankie. Hon har även medverkat i filmerna The Disaster Artist och Scrambled.

## Filmografi (i urval)
- 2009 – Year One
- 2012 – Möhippan
- 2015–2022 – Grace and Frankie (TV-serie)
- 2017 – The Disaster Artist
- 2023 – Scrambled
- 2026 – Weapons